# Ziari
Ziari – wieś w Gruzji, w regionie Kachetia, w gminie Gurdżaani. W 2014 roku liczyła 44 mieszkańców.